# فرنسوا تومبالباي

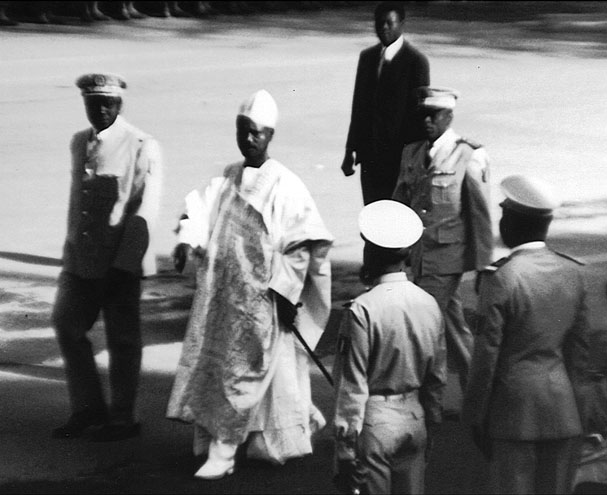
تولمباي في احتفال بأحد أعياد الاستقلال

فرنسوا تولمباي (1918-1975) ولد في جنوب تشاد سنة 1918 و هو مسيحي ينتمي إلى قبيلة سارا كان معلما و ناشطا اتحاد عمالي و يعتبر أول رئيس لتشاد، بعد الاستقلال عن فرنسا اتسمت فترة حكمه في الستينات و بداية السبعينات، بالاضطرابات السياسية بعد اغتياله سنة 1975 دخلت تشاد في حرب أهليه خلَفه نويل ميلاريو أودينغار

## روابط خارجية
- فرنسوا تومبالباي على موقع الموسوعة البريطانية (الإنجليزية)
- فرنسوا تومبالباي على موقع مونزينجر (الألمانية)